# トーキングヘッズ (SCRIPTの曲)
「トーキングヘッズ」は、SCRIPTの1枚目のシングル。2000年12月6日にキティMMEよりリリース。

## 解説
SCRIPTのデビューシングル。「トーキングヘッズ」はTBS系「王様のブランチ」11月度エンディングテーマに起用された。
「トーキングヘッズ」はファーストアルバム『gentleman's lib』およびセカンドアルバム『SCRIPT IS HERE』に収録されている。
2004年にリリースされたミュージック・ビデオ『SCRIPT Rock Inventions〜MUSIC VIDEO CLIPS〜』にプロモーション映像が収録されている。

## 収録曲
1. トーキングヘッズ
作詞・作曲：佐々木收
  - TBS系「王様のブランチ」11月度エンディングテーマ
2. Simple Life
作詞：渡邊崇尉・佐々木収 / 作曲：渡邊崇尉
3. トーキング・ヘッズ (Backing Track)